# Fußball-Regionalliga 1967/68
Die Fußball-Regionalliga-Saison 1967/68 war die fünfte Spielzeit der seinerzeit zweithöchsten Spielklasse im deutschen Fußball. Erstmals durfte ein Spieler pro Mannschaft und pro Spiel im Spielverlauf ausgewechselt werden, sofern dieser verletzungsbedingt spielunfähig wurde.

## Saisonüberblick
Kickers Offenbach schafften, nachdem sie bereits mehrmals erst in den Aufstiegsspielen gescheitert waren, erstmals den Sprung in die Bundesliga. Begleitet wurden sie ins Oberhaus von Hertha BSC, die nach dem Zwangsabstieg 1965 die Rückkehr schafften.
Die Saison war keine gute Spielzeit für die Aufsteiger aus der 1. Amateurliga. Von elf Mannschaften schafften mit dem 1. FC Phönix Lübeck, dem BFC Alemannia 90, dem Lüner SV, dem SC Fortuna Köln und SSV Jahn Regensburg nicht einmal die Hälfte den Klassenerhalt. Neuling SC Friedrichsthal musste Bundesliga-Absteiger Borussia Neunkirchen Platz machen, ebenso stieg das Gründungsmitglied Karlsruher SC aus der deutschen Eliteklasse ab.

## Modus
85 Mannschaften spielten in fünf Regionalligen. Die zwei besten Mannschaften einer jeden Regionalliga am Ende der regulären Saison spielten in jeweils zwei fünf Mannschaften umfassenden Runden die beiden Erstligaaufsteiger aus. Mit Ausnahme der Regionalligen Südwest und Süd, in denen die drei letzten Mannschaften betroffen waren, mussten in allen Ligen die beiden Letztplatzierten in die 1. Amateurliga absteigen.

## Nord

### Saisonverlauf
Titelverteidiger Arminia Hannover, Vorjahresvize Göttingen 05 und der VfL Wolfsburg mit seinen Torschützen Wilfried Kemmer und Wolf-Rüdiger Krause lieferten sich bis zum letzten Spieltag am 12. Mai 1968 einen spannenden Kampf um die Meisterschaft. Am vorletzten Spieltag, den 5. Mai, verloren die führenden Wolfsburger das Heimspiel gegen Göttingen mit 1:2 Toren und mussten am Schlusstag als spielfreie Mannschaft zusehen, wie die Rivalen aus Hannover und Göttingen in ihren Spielen gegen den VfB Oldenburg beziehungsweise Sperber Hamburg noch an ihnen vorbeizogen. Arminia gelang mit Trainer Hans Hipp die Titelverteidigung mit einem 2:0-Heimerfolg gegen Oldenburg und Göttingen holte sich mit Trainer Fritz Rebell erneut mit einem 7:0-Sieg gegen Sperber die Vizemeisterschaft. Neuling Phönix Lübeck überraschte mit dem sechsten Rang und das Talent Peter Nogly machte erstmals auf sich aufmerksam. In das Amateurlager stiegen Altona 93 und der zweite Aufsteiger TuS Haste 01 ab. Die Torschützenliste wurde von Kemmer (19/Wolfsburg), Heino Bachmann (16 Tore/Barmbek-Uhlenhorst) und Krause (15/Wolfsburg) angeführt. Zur Runde 1968/69 kam Helmut Heeren (VfB Oldenburg) mit seinem Wechsel zu Borussia Dortmund in die Fußball-Bundesliga.

### Abschlusstabelle
| Pl. | Verein                  | Sp. | S  | U  | N  | Tore    | Diff. | Punkte |
| --- | ----------------------- | --- | -- | -- | -- | ------- | ----- | ------ |
| 1.  | SV Arminia Hannover (M) | 32  | 20 | 4  | 8  | 064:250 | +39   | 44:20  |
| 2.  | 1. SC Göttingen 05      | 32  | 20 | 4  | 8  | 066:360 | +30   | 44:20  |
| 3.  | VfL Wolfsburg           | 32  | 17 | 9  | 6  | 061:340 | +27   | 43:21  |
| 4.  | FC St. Pauli            | 32  | 17 | 7  | 8  | 060:300 | +30   | 41:23  |
| 5.  | Bremerhaven 93          | 32  | 17 | 5  | 10 | 048:530 | −5    | 39:25  |
| 6.  | Phönix Lübeck (N)       | 32  | 15 | 7  | 10 | 049:390 | +10   | 37:27  |
| 7.  | VfL Osnabrück           | 32  | 13 | 8  | 11 | 051:430 | +8    | 34:30  |
| 8.  | Holstein Kiel           | 32  | 14 | 5  | 13 | 047:370 | +10   | 33:31  |
| 9.  | VfB Lübeck              | 32  | 13 | 7  | 12 | 044:410 | +3    | 33:31  |
| 10. | SC Sperber Hamburg      | 32  | 13 | 6  | 13 | 053:630 | −10   | 32:32  |
| 11. | VfB Oldenburg           | 32  | 10 | 10 | 12 | 049:490 | ±0    | 30:34  |
| 12. | Itzehoer SV             | 32  | 10 | 7  | 15 | 050:640 | −14   | 27:37  |
| 13. | SC Concordia Hamburg    | 32  | 10 | 3  | 19 | 042:520 | −10   | 23:41  |
| 14. | HSV Barmbek-Uhlenhorst  | 32  | 10 | 3  | 19 | 056:790 | −23   | 23:41  |
| 15. | ASV Bergedorf 85        | 32  | 8  | 6  | 18 | 031:540 | −23   | 22:42  |
| 16. | Altona 93               | 32  | 8  | 4  | 20 | 037:780 | −41   | 20:44  |
| 17. | TuS Haste 01 (N)        | 32  | 8  | 3  | 21 | 040:710 | −31   | 19:45  |

| (M) | Regionalligameister Nord 1966/67 |
| (N) | Aufsteiger 1966/67               |

### Aufstiegsrunde zur Regionalliga Nord
Die Amateurmannschaft von SV Arminia Hannover als Dritter aus Niedersachsen durfte nicht an der Aufstiegsrunde teilnehmen. Es rückte der Tabellenvierte TuS Celle nach. Die Amateurmannschaften von Werder Bremen und Bremerhaven 93 durften als Bremer Meister bzw. Vizemeister ebenfalls nicht an der Aufstiegsrunde teilnehmen. Es rückte der Dritte SV Woltmershausen nach.

#### Gruppe A
| Pl. | Verein           | Sp. | S | U | N | Tore    | Quote | Punkte |
| --- | ---------------- | --- | - | - | - | ------- | ----- | ------ |
| 1.  | TuS Celle        | 6   | 5 | 0 | 1 | 021:900 | 2,33  | 10:20  |
| 2.  | SV Friedrichsort | 6   | 4 | 0 | 2 | 007:100 | 0,70  | 08:40  |
| 3.  | SV Meppen        | 6   | 2 | 0 | 4 | 007:100 | 0,70  | 04:80  |
| 4.  | SV St. Georg     | 6   | 1 | 0 | 5 | 007:130 | 0,54  | 02:10  |

#### Gruppe B
| Pl. | Verein            | Sp. | S | U | N | Tore    | Quote | Punkte |
| --- | ----------------- | --- | - | - | - | ------- | ----- | ------ |
| 1.  | Heider SV         | 6   | 5 | 1 | 0 | 015:700 | 2,14  | 11:10  |
| 2.  | VfL Pinneberg     | 6   | 2 | 2 | 2 | 012:110 | 1,09  | 06:60  |
| 3.  | SV Woltmershausen | 6   | 3 | 0 | 3 | 013:120 | 1,08  | 06:60  |
| 4.  | VfV Hildesheim    | 6   | 0 | 1 | 5 | 004:140 | 0,29  | 01:11  |

## Berlin

### Saisonverlauf
Hertha BSC holte sich 1968 die dritte Meisterschaft in Folge in Berlin, Tennis Borussia ebenso die dritte Vizemeisterschaft in Serie. Hertha gab in den 15 Heimspielen nur einen Punkt ab und kassierte in 30 Punktspielen lediglich elf Gegentore. Die Defensive um Torhüter Volkmar Groß, die Verteidiger Lothar Groß, Uwe Witt, Peter Enders, Ivan Šangulin und Tasso Wild war der Garant für den erneuten Titelgewinn. Gastspiele von Hertha BSC sorgten bei den Vereinen aus den Stadtteilen für gute Einnahmen. Rapide Wedding bescherte der Auftritt von Hertha BSC eine Zuschauerzahl von 5092 am 4. Spieltag. Der Spandauer SV konnte am 1. Oktober 1967 bei seiner 2:3-Niederlage gegen die Herthaner 4911 Zuschauer verzeichnen, Hertha Zehlendorf am 12. November 1967 sogar 15.127 Zuschauer und der spätere Absteiger VfB Hermsdorf begrüßte bei seinem bemerkenswerten 0:0 gegen Hertha BSC am 24. März 1968 immerhin 2122 zahlende Zuschauer.
Das von Herbert Siegert trainierte Team von Tennis Borussia stand am Ende der Vorrunde punktgleich mit 24:6 Zählern auf dem zweiten Rang, punktgleich mit Hertha Zehlendorf – Helmut Faeder, Uwe Kliemann, Wolfgang Sühnholz. Beide Mannschaften lagen vier Punkte hinter Hertha BSC. Die Mannschaft von Trainer Helmut Kronsbein hatte lediglich am 15. Oktober 1967 durch eine 1:2-Niederlage bei den „Veilchen“ zwei Minuspunkte kassiert. Tennis Borussia – Lutz Steinert, Bernd Gersdorff, Georg Damjanoff, Michael Krampitz – erzielte als Vizemeister mit 108 Treffern die meisten Tore in der Runde und stellte auch mit Horst Lunenburg (30 Tore) den Torschützenkönig der Berliner Regionalliga. In der Torschützenliste folgten Klaus Hinz von Wacker 04 mit 24 Treffern vor Manfred Eichholz (Spandauer SV), Manfred Kipp (Wacker 04) und Dieter Krafczyk von Hertha BSC mit jeweils 23 Toren. Die Neuköllner Sportfreunde und der VfB Hermsdorf traten den Weg in das Amateurlager an. Der Tabellenletzte aus Hermsdorf kam in den 15 Auswärtsbegegnungen auf 9:50 Tore und holte damit drei Punkte. Der überlegene Meister Hertha BSC spielte am 24. März 1968 in der Rückrunde beim VfB 0:0 unentschieden. Zur Runde 1968/69 wurde Karl-Heinz Hausmann von Wacker 04 vom Bundesligaaufsteiger Hertha BSC für die Fußball-Bundesliga verpflichtet.

### Abschlusstabelle
| Pl. | Verein                      | Sp. | S  | U  | N  | Tore    | Diff. | Punkte |
| --- | --------------------------- | --- | -- | -- | -- | ------- | ----- | ------ |
| 1.  | Hertha BSC (M)              | 30  | 26 | 3  | 1  | 104:110 | +93   | 55:50  |
| 2.  | Tennis Borussia Berlin      | 30  | 23 | 4  | 3  | 108:290 | +79   | 50:10  |
| 3.  | Hertha Zehlendorf           | 30  | 18 | 5  | 7  | 069:450 | +24   | 41:19  |
| 4.  | Wacker 04 Berlin            | 30  | 17 | 6  | 7  | 090:580 | +32   | 40:20  |
| 5.  | Tasmania 1900 Berlin        | 30  | 12 | 11 | 7  | 057:320 | +25   | 35:25  |
| 6.  | BFC Südring                 | 30  | 12 | 7  | 11 | 051:420 | +9    | 31:29  |
| 7.  | Spandauer SV                | 30  | 12 | 6  | 12 | 062:530 | +9    | 30:30  |
| 8.  | Blau-Weiß 90 Berlin         | 30  | 12 | 6  | 12 | 043:470 | −4    | 30:30  |
| 9.  | Berliner SV 92              | 30  | 8  | 10 | 12 | 046:590 | −13   | 26:34  |
| 10. | BFC Alemannia 90 (N)        | 30  | 8  | 9  | 13 | 044:580 | −14   | 25:35  |
| 11. | Reinickendorfer Füchse      | 30  | 9  | 6  | 15 | 051:680 | −17   | 24:36  |
| 12. | 1. FC Neukölln              | 30  | 8  | 8  | 14 | 041:660 | −25   | 24:36  |
| 13. | Rapide Wedding              | 30  | 7  | 7  | 16 | 051:720 | −21   | 21:39  |
| 14. | BSC Kickers 1900            | 30  | 7  | 6  | 17 | 029:690 | −40   | 20:40  |
| 15. | Neuköllner Sportfreunde (N) | 30  | 6  | 3  | 21 | 032:111 | −79   | 15:45  |
| 16. | VfB Hermsdorf               | 30  | 4  | 5  | 21 | 039:970 | −58   | 13:47  |

| (M) | Regionalligameister Berlin 1966/67            |
| (N) | Aufsteiger aus der Amateurliga Berlin 1966/67 |

## West

### Saisonverlauf
Der Kampf um die zwei ersten Plätze zur Teilnahme an der Bundesligaaufstiegsrunde entwickelte sich zu einem Dreikampf zwischen Bayer Leverkusen (Hans Benzler, Leo Wilden, Helmut Röhrig, Peter Rübenach, Karl-Heinz Brücken, Helmut Richert, Friedhelm Strzelczyk), Rot-Weiss Essen (Fred-Werner Bockholt, Roland Peitsch, Heinz Stauvermann, Werner Kik, Herbert Weinberg, Helmut Littek, Egbert-Jan ter Mors, Willi Lippens) und Rot-Weiß Oberhausen (Wolfgang Scheid, Lothar Kobluhn, Franz Krauthausen, Dieter Brozulat, Friedhelm Dick, Dieter Hentschel). Trainer Theo Kirchberg führte die Rot-Schwarzen aus dem Ulrich-Haberland-Stadion, dem Zehnten des Vorjahres, Bayer Leverkusen, überraschend zur Meisterschaft. Am letzten Spieltag konnte auch das 3:3-Remis bei Schwarz-Weiß Essen die Meisterschaft der Bayer-Elf nicht verhindern. Essen (Trainer Erich Ribbeck) und Oberhausen (Trainer Werner Stahl) gewannen zwar ihre Abschlussspiele gegen Hamborn 07 beziehungsweise Fortuna Köln, konnten damit aber nur den Punktgleichstand (RWE) beziehungsweise einen Punkt Rückstand (RWO) zu Leverkusen bewerkstelligen. RWO war der erste Verein aller Regionalligisten, der sich 1967/68 mit dem früheren ungarischen Nationalspieler Nandor Lengyel einen technischen Direktor leistete. Trainer Hermann Eppenhoff führte den VfL Bochum überraschend in das DFB-Pokalfinale gegen den 1. FC Köln. In der Punkterunde musste sich Bochum mit dem fünften Rang begnügen, aber mit deutlichem Vorsprung vor dem Bundesligaabsteiger Fortuna Düsseldorf, wo mit dem neuen Torhüter Wolfgang Fahrian und dem neuen Wiener Trainer Ernst Melchior die sofortige BL-Rückkehr nicht umgesetzt werden konnte. Der zweite Bundesligaabsteiger, RWE, konnte dagegen mit Trainerneuling Erich Ribbeck und dem überragenden Angreifer Willi Lippens als Vizemeister in die Aufstiegsrunde einziehen.
In der Torschützenliste rangierte Ernst Kuster von Arminia Bielefeld mit 28 Treffern an der Spitze. Willi Lippens folgte mit 26 Toren auf dem zweiten Rang. Mit jeweils 17 Torerfolgen teilten sich Rolf Kucharski vom TSV Marl-Hüls und Jürgen Papies von Fortuna Düsseldorf den dritten Rang in der Torschützenliste. Es folgten Heinz Poll (RWO) mit 16 Saisontoren, danach Gustav Eversberg (VfL Bochum) sowie der spätere Bundesliga-Torjäger Hans Walitza (damals noch SW Essen) mit je 15 Toren.
Von den RL-Aufsteigern erreichte der Lüner SV (Erhard Ahmann, Manfred Rüsing, Dieter Zorc) den beachtlichen achten Rang, Fortuna Köln (Peter Boers, Hans Löring, Friedhelm Otters) hielt die Klasse und der VfB Bottrop (Hans-Jürgen Fritsch, Karl-Otto Marquardt, Hans-Dieter Tippenhauer) ging aber postwendend wieder in das Amateurlager zurück. Begleitet wurde der VfB von Westfalia Herne.

### Abschlusstabelle
| Pl. | Verein                  | Sp. | S  | U  | N  | Tore    | Diff. | Punkte |
| --- | ----------------------- | --- | -- | -- | -- | ------- | ----- | ------ |
| 1.  | Bayer 04 Leverkusen     | 34  | 22 | 8  | 4  | 070:320 | +38   | 52:16  |
| 2.  | Rot-Weiss Essen (A)     | 34  | 22 | 8  | 4  | 073:350 | +38   | 52:16  |
| 3.  | Rot-Weiß Oberhausen     | 34  | 23 | 5  | 6  | 077:320 | +45   | 51:17  |
| 4.  | Arminia Bielefeld       | 34  | 19 | 8  | 7  | 077:440 | +33   | 46:22  |
| 5.  | VfL Bochum              | 34  | 18 | 6  | 10 | 065:320 | +33   | 42:26  |
| 6.  | Fortuna Düsseldorf (A)  | 34  | 11 | 13 | 10 | 065:490 | +16   | 35:33  |
| 7.  | Schwarz-Weiß Essen      | 34  | 12 | 11 | 11 | 056:460 | +10   | 35:33  |
| 8.  | Lüner SV (N)            | 34  | 13 | 7  | 14 | 046:650 | −19   | 33:35  |
| 9.  | Hamborn 07              | 34  | 11 | 9  | 14 | 060:610 | −1    | 31:37  |
| 10. | SC Viktoria Köln        | 34  | 12 | 7  | 15 | 048:510 | −3    | 31:37  |
| 11. | TSV Marl-Hüls           | 34  | 12 | 7  | 15 | 049:560 | −7    | 31:37  |
| 12. | VfR Neuss               | 34  | 12 | 7  | 15 | 051:610 | −10   | 31:37  |
| 13. | Preußen Münster         | 34  | 10 | 9  | 15 | 045:500 | −5    | 29:39  |
| 14. | Eintracht Gelsenkirchen | 34  | 11 | 7  | 16 | 043:560 | −13   | 29:39  |
| 15. | Wuppertaler SV          | 34  | 10 | 8  | 16 | 031:510 | −20   | 28:40  |
| 16. | SC Fortuna Köln (N)     | 34  | 7  | 9  | 18 | 045:810 | −36   | 23:45  |
| 17. | Westfalia Herne         | 34  | 6  | 7  | 21 | 027:740 | −47   | 19:49  |
| 18. | VfB Bottrop (N)         | 34  | 3  | 8  | 23 | 020:720 | −52   | 14:54  |

| (M) | Regionalligameister West 1966/67     |
| (A) | Absteiger aus der Bundesliga 1966/67 |
| (N) | Aufsteiger 1966/67                   |

### Aufstiegsrunde zur Regionalliga West
| Pl. | Verein             | Sp. | S | U | N | Tore    | Quote | Punkte |
| --- | ------------------ | --- | - | - | - | ------- | ----- | ------ |
| 1.  | Eintracht Duisburg | 6   | 4 | 1 | 1 | 010:500 | 2,00  | 09:30  |
| 2.  | Bonner SC          | 6   | 2 | 3 | 1 | 009:800 | 1,13  | 07:50  |
| 3.  | SSV Hagen          | 6   | 2 | 1 | 3 | 008:130 | 0,62  | 05:70  |
| 4.  | SpVgg Erkenschwick | 6   | 1 | 1 | 4 | 010:110 | 0,91  | 03:90  |

## Südwest

### Saisonverlauf
Im Südwesten setzte sich der Dorfverein SV Alsenborn souverän als neuer Meister durch. Nach dem achten Rang des Vorjahres überraschte das Team des sportlichen Führungsduos Fritz Walter und Otto Render gewaltig und verwies die alten Oberligaspitzenmannschaften des 1. FC Saarbrücken und FK Pirmasens auf die Plätze. In einem Entscheidungsspiel holte sich TuS Neuendorf durch einen 3:2-Erfolg nach Verlängerung gegen Pirmasens die Vizemeisterschaft und zog mit Alsenborn in die Bundesligaaufstiegsrunde ein. In der Startphase verlor Alsenborn zwei Spiele – am 12. August mit 0:2 gegen Saar 05 und am 17. September mit 1:2 gegen den späteren Absteiger SC Friedrichsthal –, im weiteren Verlauf kam aber nur noch eine Niederlage am 24. März 1968 beim VfR Frankenthal mit 1:2 Toren hinzu. Am Ende hatte der SVA mit 24 Siegen und jeweils drei Remis und Niederlagen die deutlich beste Bilanz vorzuweisen. Das Gleiche gilt auch für das mit 87:21 Treffern geführte Torverhältnis. Die Meistermannschaft war besetzt mit:
Manfred Krei; Roland Kirsch, Fritz Fuchs; Erwin Rödler, Klaus Schmidt, Wolfgang Röhring; Manfred Feldmüller, Lorenz Horr, Jürgen Schieck, Franz Schmitt, Josef Sattmann, Alfons Wachter.
Der Vizemeister aus Koblenz wurde von Herbert Rappsilber trainiert und baute auf die Leistungsträger Rudolf Krätschmer, Rudolf Stracke, Willi Kostrewa, Otto Jaworski, Hans Sondermann, Helmut Horsch, Werner Hölzenbein und Hans-Günter Funke.
Spektakulär in die Saison gestartet war Neuling SC Friedrichsthal. Am 1. Spieltag gelang ein 4:0-Auswärtssieg beim FC Homburg, am 2. Spieltag gar ein 5:0 Erfolg über den Ludwigshafener SC, nach einem Unentschieden im Heimspiel gegen den VfR Frankenthal und einer anschließenden Heimniederlage gegen den 1. FC Saarbrücken, erzielte das Team einen 5:0-Auswärtssieg beim SSV Mülheim. Die Torjäger Flick und Wobido waren mehrfach erfolgreich. Danach gelang am 6. Spieltag gar ein 2:1-Heimsieg gegen den späteren Meister SV Alsenborn, ehe die Erfolgsserie riss.  Am Ende musste der SC Friedrichsthal zusammen mit den anderen beiden Neulingen Ludwigshafener SC und der SSV Mülheim wieder in das Amateurlager absteigen.

### Abschlusstabelle
| Pl. | Verein                 | Sp. | S  | U  | N  | Tore    | Diff. | Punkte |
| --- | ---------------------- | --- | -- | -- | -- | ------- | ----- | ------ |
| 1.  | SV Alsenborn           | 30  | 24 | 3  | 3  | 087:210 | +66   | 51:90  |
| 2.  | TuS Neuendorf          | 30  | 18 | 6  | 6  | 066:290 | +37   | 42:18  |
| 3.  | FK Pirmasens           | 30  | 18 | 5  | 7  | 057:310 | +26   | 41:19  |
| 4.  | 1. FSV Mainz 05        | 30  | 15 | 8  | 7  | 057:320 | +25   | 38:22  |
| 5.  | 1. FC Saarbrücken      | 30  | 12 | 10 | 8  | 055:370 | +18   | 34:26  |
| 6.  | Südwest Ludwigshafen   | 30  | 13 | 7  | 10 | 045:320 | +13   | 33:27  |
| 7.  | SV Röchling Völklingen | 30  | 12 | 9  | 9  | 053:470 | +6    | 33:27  |
| 8.  | Eintracht Trier        | 30  | 11 | 10 | 9  | 057:460 | +11   | 32:28  |
| 9.  | SV Saar 05 Saarbrücken | 30  | 12 | 7  | 11 | 032:350 | −3    | 31:29  |
| 10. | FC 08 Homburg          | 30  | 11 | 8  | 11 | 041:530 | −12   | 30:30  |
| 11. | SV Weisenau Mainz      | 30  | 10 | 7  | 13 | 042:600 | −18   | 27:33  |
| 12. | Wormatia Worms         | 30  | 8  | 9  | 13 | 034:400 | −6    | 25:35  |
| 13. | VfR Frankenthal        | 30  | 9  | 7  | 14 | 035:630 | −28   | 25:35  |
| 14. | SC Friedrichsthal (N)  | 30  | 8  | 5  | 17 | 042:600 | −18   | 21:39  |
| 15. | Ludwigshafener SC (N)  | 30  | 3  | 4  | 23 | 027:900 | −63   | 10:50  |
| 16. | SSV Mülheim (N)        | 30  | 2  | 3  | 25 | 022:760 | −54   | 07:53  |

| (M) | Regionalligameister Südwest 1966/67 |
| (N) | Aufsteiger 1966/67                  |

### Aufstiegsrunde zur Regionalliga Südwest
| Pl. | Verein                     | Sp. | S | U | N | Tore    | Quote | Punkte |
| --- | -------------------------- | --- | - | - | - | ------- | ----- | ------ |
| 1.  | FV Speyer                  | 4   | 3 | 0 | 1 | 006:100 | +5    | 06:20  |
| 2.  | Teutonia Landsweiler-Reden | 4   | 1 | 2 | 1 | 006:900 | −3    | 04:40  |
| 3.  | Spvgg Andernach            | 4   | 0 | 2 | 2 | 005:700 | −2    | 02:60  |

## Süd

### Saisonverlauf
Die zwei Spitzenreiter des Vorjahres – 1966/67 wurde Offenbach vor Hof Meister –, machten auch 1967/68 das Rennen an der Süd-Spitze unter sich aus. Mit einem Punkt Vorsprung holte sich Bayern Hof mit Trainer Heinz Elzner und den Offensivsäulen Wolfgang Breuer und Siegfried Stark vor Kickers Offenbach die Meisterschaft in der Regionalliga Süd. Die Mannschaft vom Bieberer Berg ersetzte noch auf der Zielgeraden Trainer Kurt Baluses durch Kurt Schreiner. Am ersten Spieltag, dem 13. August 1967, war Hof mit einem 4:1-Heimsieg und der OFC mit einem 0:0-Remis gegen den SSV Reutlingen in die Runde gestartet. Bei den Hessen hatte man sich insbesondere auf den Torhüter Rudolf Wimmer, die Verteidiger Ferdinand Heidkamp, Josef Weilbächer, Alfred Resenberg und den Defensiv-Chef Hermann Nuber verlassen können. Die Trainer-Altmeister Richard Schneider, Georg Wurzer und Jenő Vincze kamen mit ihren Vereinen SSV Reutlingen (Theo Diegelmann, Heinz Kostorz, Rolf Schafstall, Manfred Kammal, Herbert Ammer, Günther Kasperski, Harald Braner), Stuttgarter Kickers (Herbert Dienelt, Rolf Steeb, Helmut Fürther, Erich Schmeil, Rainer Eisenhardt, Dieter Schurr) und dem FC Schweinfurt 05 (Kurt Dachlauer, Dieter Höller, Werner Rinass, Manfred Linz) hinter den zwei Spitzenreitern auf die Plätze drei, vier und fünf. Beim VfR Mannheim ragte der Torjäger Franz Schäffner mit 27 Toren heraus und Robert Gebhardt kam mit der Kleeblattelf aus Fürth auf den siebten Rang. Der spätere Meistertrainer in Österreich, Otto Barić, musste sich mit Rüsselsheim damit zufriedengeben, nicht in den Abstiegssog hereingezogen worden zu sein. Torjäger Kurt Haseneder kam mit Schwaben Augsburg nicht aus den hinteren Mittelfeldrängen heraus und die Mannschaft vom Böllenfalltor, Darmstadt 98, konnte mit den ehemaligen Eintracht Frankfurt-Größen Erwin Stein und Dieter Stinka gerade noch den Abstieg abwenden.
Am letzten Spieltag, den 12. Mai 1968, stieg der FSV Frankfurt (Reinhold Nedoschil, Erich Wolf, Walter Szaule) durch die 0:1-Heimniederlage am Bornheimer Hang gegen den SV Waldhof Mannheim aus der Liga ab, da gleichzeitig Jahn Regensburg (Gerhard Faltermeier, Klaus-Peter Jendrosch, Alfred Kohlhäufl) ihr Auswärtsspiel mit 2:0 Toren in Rüsselsheim für sich entscheiden konnten. Neben den Hessen traf der Abstieg auch noch die zwei Aufsteiger TSG Backnang und den SV Wiesbaden.

### Abschlusstabelle
| Pl. | Verein                  | Sp. | S  | U  | N  | Tore    | Diff. | Punkte |
| --- | ----------------------- | --- | -- | -- | -- | ------- | ----- | ------ |
| 1.  | Bayern Hof              | 34  | 23 | 8  | 3  | 085:360 | +49   | 54:14  |
| 2.  | Kickers Offenbach (M)   | 34  | 21 | 11 | 2  | 075:270 | +48   | 53:15  |
| 3.  | SSV Reutlingen 05       | 34  | 22 | 1  | 11 | 077:390 | +38   | 45:23  |
| 4.  | Stuttgarter Kickers     | 34  | 20 | 4  | 10 | 075:510 | +24   | 44:24  |
| 5.  | 1. FC Schweinfurt 05    | 34  | 16 | 9  | 9  | 055:480 | +7    | 41:27  |
| 6.  | VfR Mannheim            | 34  | 15 | 8  | 11 | 075:550 | +20   | 38:30  |
| 7.  | SpVgg Fürth             | 34  | 17 | 4  | 13 | 048:390 | +9    | 38:30  |
| 8.  | KSV Hessen Kassel       | 34  | 15 | 7  | 12 | 064:630 | +1    | 37:31  |
| 9.  | Freiburger FC           | 34  | 14 | 8  | 12 | 057:560 | +1    | 36:32  |
| 10. | FC 08 Villingen         | 34  | 12 | 11 | 11 | 041:430 | −2    | 35:33  |
| 11. | SC Opel Rüsselsheim     | 34  | 12 | 7  | 15 | 059:600 | −1    | 31:37  |
| 12. | SV Waldhof Mannheim     | 34  | 12 | 6  | 16 | 055:620 | −7    | 30:38  |
| 13. | TSV Schwaben Augsburg   | 34  | 10 | 8  | 16 | 047:540 | −7    | 28:40  |
| 14. | SV Darmstadt 98         | 34  | 8  | 8  | 18 | 045:710 | −26   | 24:44  |
| 15. | SSV Jahn Regensburg (N) | 34  | 8  | 6  | 20 | 037:770 | −40   | 22:46  |
| 16. | FSV Frankfurt           | 34  | 5  | 10 | 19 | 037:610 | −24   | 20:48  |
| 17. | TSG Backnang (N)        | 34  | 4  | 10 | 20 | 045:940 | −49   | 18:50  |
| 18. | SV Wiesbaden (N)        | 34  | 4  | 10 | 20 | 037:780 | −41   | 18:50  |

| (M) | Regionalligameister Süd 1966/67 |
| (N) | Aufsteiger 1966/67              |

### Aufstiegsrunde zur Regionalliga Süd
Rot-Weiss Frankfurt als Meister der 1. Amateurliga Hessen und der ESV Ingolstadt als Meister der Bayernliga stiegen direkt in die Regionalliga Süd auf. Die Meister der 1. Amateurligen: Südbaden, Nordbaden, Nordwürttemberg und Schwarzwald-Bodensee spielten in einer Aufstiegsrunde den dritten Aufsteiger aus. Den Aufstieg schaffte der Meister aus Nordbaden: VfL Neckarau.
| Pl. | Verein        | Sp. | S | U | N | Tore    | Diff. | Punkte |
| --- | ------------- | --- | - | - | - | ------- | ----- | ------ |
| 1.  | VfL Neckarau  | 6   | 0 | 0 | 0 | 013:200 | +11   | 09:30  |
| 2.  | TSF Esslingen | 6   | 0 | 0 | 0 | 012:110 | +1    | 08:40  |
| 3.  | SC Freiburg   | 6   | 0 | 0 | 0 | 005:130 | −8    | 04:0   |
| 4.  | FC Wangen     | 6   | 0 | 0 | 0 | 003:700 | −4    | 03:90  |

## Aufstiegsrunde zur Bundesliga

### Gruppe 1
|                        |   |                        | Hinspiel | Rückspiel |
| ---------------------- | - | ---------------------- | -------- | --------- |
| TuS Neuendorf          | - | SV Arminia Hannover    | 1:0      | 1:1       |
| Tennis Borussia Berlin | - | Bayer 04 Leverkusen    | 2:4      | 1:4       |
| SV Arminia Hannover    | - | Tennis Borussia Berlin | 0:1      | 1:2       |
| Bayer 04 Leverkusen    | - | Kickers Offenbach      | 1:1      | 1:2       |
| Kickers Offenbach      | - | SV Arminia Hannover    | 1:0      | 2:3       |
| Tennis Borussia Berlin | - | TuS Neuendorf          | 2:1      | 1:1       |
| SV Arminia Hannover    | - | Bayer 04 Leverkusen    | 1:1      | 1:4       |
| TuS Neuendorf          | - | Kickers Offenbach      | 0:0      | 0:2       |
| Kickers Offenbach      | - | Tennis Borussia Berlin | 4:1      | 4:1       |
| Bayer 04 Leverkusen    | - | TuS Neuendorf          | 1:1      | 1:1       |

#### Abschlusstabelle
| Pl. | Verein                 | Sp. | S | U | N | Tore    | Diff. | Punkte |
| --- | ---------------------- | --- | - | - | - | ------- | ----- | ------ |
| 1.  | Kickers Offenbach      | 8   | 5 | 2 | 1 | 016:700 | +9    | 12:40  |
| 2.  | Bayer 04 Leverkusen    | 8   | 3 | 4 | 1 | 017:100 | +7    | 10:60  |
| 3.  | TuS Neuendorf          | 8   | 1 | 5 | 2 | 006:800 | −2    | 07:90  |
| 4.  | Tennis Borussia Berlin | 8   | 3 | 1 | 4 | 011:190 | −8    | 07:90  |
| 5.  | SV Arminia Hannover    | 8   | 1 | 2 | 5 | 007:130 | −6    | 04:12  |

### Verlauf der Aufstiegsrunde
Am ersten Spieltag, den 18. Mai 1968, konnte der Süd-Vizemeister Kickers Offenbach beobachten, wie die Rivalen Neuendorf, Hannover, Tennis Borussia und Leverkusen in die Runde starteten. Beachtlich war der 4:2-Erfolg des Westmeisters Leverkusen in Berlin, als die Bayer-Elf nach einer 2:1-Halbzeitführung von Tennis Borussia in der zweiten Halbzeit noch den Sieg vor 25.000 Zuschauern herstellen konnte. Am zweiten Spieltag (22. Mai) startete die Nuber-Elf mit einem 1:1-Remis beim vermeintlichen Hauptrivalen Leverkusen in die Aufstiegsrunde. Mit 6:2 Punkten führte die Mannschaft vom Bieberer Berg nach der Hinserie die Tabelle vor Leverkusen mit 5:3 Zählern an. Mit dem vorentscheidenden 2:1-Heimsieg am 9. Juni gegen die Mannen um Leo Wilden legte der OFC den Grundstein für den Aufstieg. Die 2:3-Abschlussniederlage am letzten Spieltag in Hannover gegen die abgeschlagene Arminia am 23. Juni war ohne Bedeutung.
Die eingesetzten Spieler vom Aufsteiger Kickers Offenbach:
Rudolf Wimmer, Wolfgang Mühlschwein; Ferdinand Heidkamp, Josef Weilbächer, Egon Schmitt, Hermann Nuber, Alfred Resenberg, Roland Weida, Willi Rodekurth, Dieter Fern, Lothar Weschke, Gerd Becker, Hans-Jürgen Oehlenschläger, Dieter Stangel

### Gruppe 2
|                 |   |                 | Hinspiel | Rückspiel |
| --------------- | - | --------------- | -------- | --------- |
| Rot-Weiss Essen | - | Hertha BSC      | 2:2      | 0:2       |
| Göttingen 05    | - | SV Alsenborn    | 3:0      | 2:3       |
| Hertha BSC      | - | Göttingen 05    | 1:0      | 0:0       |
| Bayern Hof      | - | Rot-Weiss Essen | 0:1      | 1:1       |
| Göttingen 05    | - | Bayern Hof      | 3:1      | 1:5       |
| SV Alsenborn    | - | Hertha BSC      | 2:1      | 1:1       |
| Rot-Weiss Essen | - | Göttingen 05    | 1:0      | 0:1       |
| Bayern Hof      | - | SV Alsenborn    | 2:1      | 1:2       |
| Hertha BSC      | - | Bayern Hof      | 2:0      | 3:2       |
| SV Alsenborn    | - | Rot-Weiss Essen | 1:1      | 2:3       |

#### Abschlusstabelle
| Pl. | Verein          | Sp. | S | U | N | Tore    | Diff. | Punkte |
| --- | --------------- | --- | - | - | - | ------- | ----- | ------ |
| 1.  | Hertha BSC      | 8   | 4 | 3 | 1 | 012:700 | +5    | 11:50  |
| 2.  | Rot-Weiss Essen | 8   | 3 | 3 | 2 | 009:900 | ±0    | 09:70  |
| 3.  | SV Alsenborn    | 8   | 3 | 2 | 3 | 012:140 | −2    | 08:80  |
| 4.  | Göttingen 05    | 8   | 3 | 1 | 4 | 010:110 | −1    | 07:90  |
| 5.  | Bayern Hof      | 8   | 2 | 1 | 5 | 012:140 | −2    | 05:11  |

### Verlauf der Aufstiegsrunde
Hertha BSC, 1965 wegen Verstoßes gegen das Lizenzspielerstatut zwangsversetzt in die Regionalliga Berlin, schaffte im dritten Anlauf in der Aufstiegsrunde 1968 auf sportlichem Weg die Rückkehr in die Fußball-Bundesliga. Der Start brachte am 18. Mai 1968 ein 2:2-Remis beim vermeintlich härtesten Rivalen Rot-Weiss Essen vor 33.000 Zuschauern im Stadion an der Hafenstraße. RWE führte nach 50. Minuten mit 2:0 Toren, der Mannschaft von Trainer Helmut Kronsbein glückte aber durch Treffer von Ivan Šangulin und Werner Ipta noch der Ausgleich. Nach dem dritten Spieltag, dem 26. Mai, Lorenz Horr sorgte mit zwei Treffern für eine 1:2-Niederlage im Ludwigshafener Südweststadion gegen den pfälzischen Dorfverein SV Alsenborn, sah es für Hertha dagegen nicht gut aus. Mit dem 2:0-Heimerfolg am 12. Juni – Tore durch Tasso Wild und Lothar Groß – gegen Essen brachte sich Hertha wieder auf die Aufstiegsspur zurück. In den letzten zwei Spielen folgte ein 3:2-Erfolg in Hof und abschließend am 23. Juni vor 78.000 Zuschauern im Olympiastadion ein 1:1-Remis gegen Alsenborn und damit war die Bundesligarückkehr mit 11:5 Punkten vor RWE mit 9:7 Zählern vollzogen.
Die eingesetzten Spieler von Hertha BSC:
Volkmar Groß; Lothar Groß, Uwe Witt, Tasso Wild, Peter Enders, Ivan Šangulin, Hans-Joachim Altendorff, Werner Ipta, Rudolf Kröner, Dieter Krafczyk, Reinhold Adelmann, Reinhardt Lindner, Hans Eder, Hans-Dieter Kluge.
Die besten Torschützen der Aufstiegsrunde 1968 waren:
Wolfgang Breuer (8 Tore, Bayern Hof); auf je 5 Tore brachten es: Willi Lippens, Karl-Heinz Brücken und Fredi Hennecken.